# Nervei
Nervei (nordsamiska: Njereveadji) är ett sjösamiskt fiskeläge i Gamviks kommun i Finnmark fylke i norra Norge. Orten har omkring 40 invånare  (2008) och invånarantalet har varit ganska konstant under de senaste 30 åren.
Nervei ligger mitt inne vid Langfjorden, som går in där Hopsfjorden och Tanafjorden går ihop.
Större delen av näringsverksamheten är fiske och boskapsskötsel, bland annat fångst/produktion och export av torsk, torrfisk, kungskrabba, får och produkter av mohairull.
Nervei saknar anknytning med det norska vägnätet, dit det är en sträcka på 18 kilometer till Reinoksevatnet vid riksväg 888. Kommunikation med Nervei sker med passagerarbåt, vilken betjänar Tanafjorden med stopp i Skjånes, Smalfjord, Langfjordnes och Laggo.

## Vägförbindelse
Orten har arbetat för vägförbindelse i mer än 50 år. En planprocess för ett vägbygge påbörjades 2005 och en regleringsplan har fastställts, men det är inte klart när ett vägbygge till Nervei kommer att prioriteras. År 2008 beslöt ortsborna att bilda ett väglag för att påbörja ett eget arbete. Landstinget, länsstyrelsen och Sametinget bidrog med 1,2 miljoner norska kronor. En anläggningsväg till Nerveidalen blev klar 2008, vilken anslöt till en existerande gårdsväg, och möjliggjorde en försiktig körning med robust byggda bilar. Staten beviljade därefter 5 miljoner norska kronor till fortsatt arbete. År 2011 var den första etappen på åtta kilometer från fylkesväg 888 (Reinoksevann) farbar. Finansiering för att slutföra vägen saknas fortfarande (2013)

## Bilder

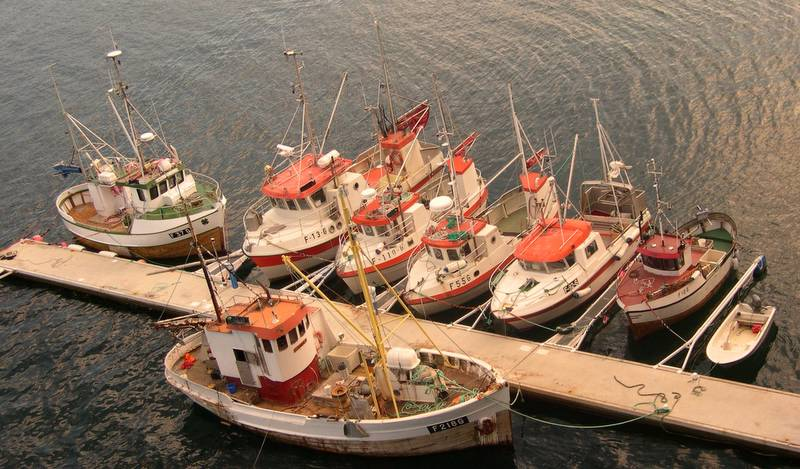
Flytbrygga med de flesta fiskebåtarna i hamn (2008).
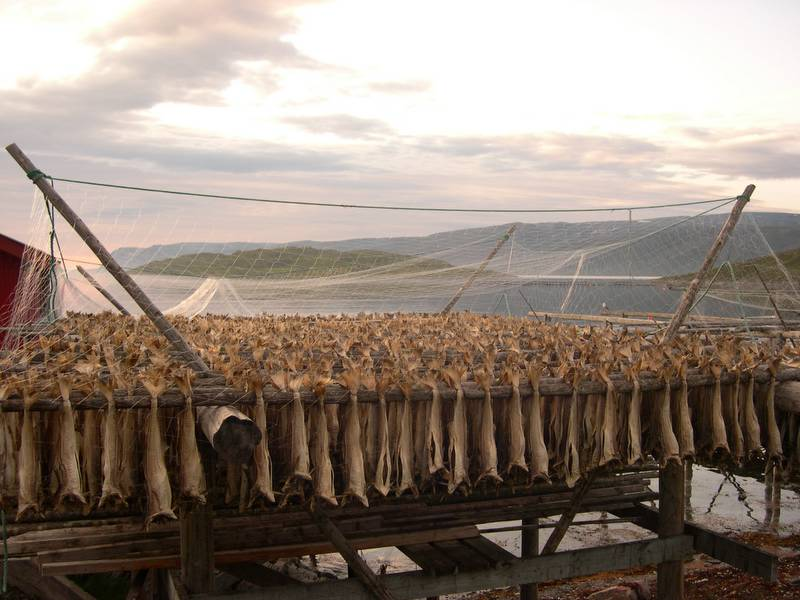
Torrfisk på ställning.
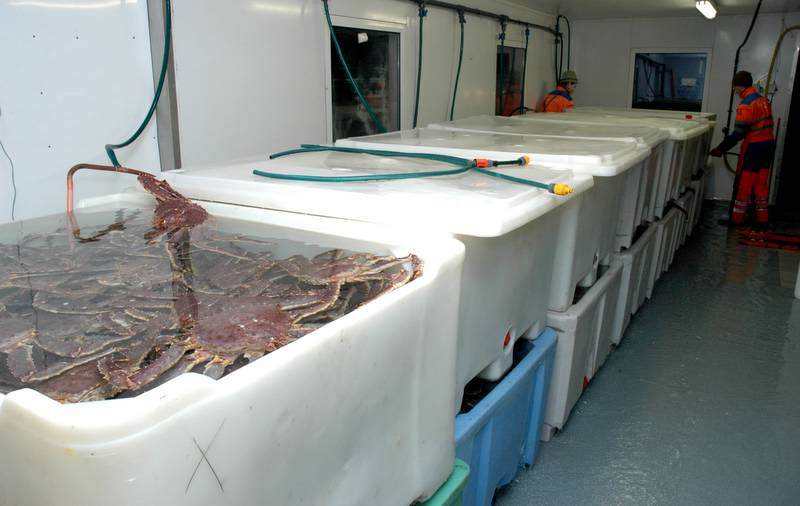
Kungskrabba som är klar för vidaretransport.